# 안지오의 영웅들
《안지오의 영웅들》(Anzio)은 미국에서 제작된 에드워드 드미트릭 감독의 1968년 드라마, 전쟁 영화이다. BBC 종군 기자 Wynford Vaughan-Thomas의 책 안지오(Anzio)를 각색한 것이다. 로버트 미첨 등이 주연으로 출연하였고 디노 드 로렌티스 등이 제작에 참여하였다.

## 출연

### 주연
- 로버트 미첨

### 조연
- 피터 포크
- 얼 홀리먼
- 마크 데이먼
- 레니 샌토니

## 기타
- 원작자: 윈포드 본-토머스
- 의상: 우고 페리콜리
- 배역: 귀다리노 귀디